# Mistrovství světa v hokejbalu U18 2010
Mistrovství světa v hokejbalu U18 2010 byla juniorská hokejbalová akce roku 2010.

## Účastníci
| Vlajka    | Stát                     |
| --------- | ------------------------ |
| Švýcarsko | Švýcarsko (Evropa)       |
| Česko     | Česko (Evropa)           |
| Kanada    | Kanada (Severní Amerika) |
| Slovensko | Slovensko (Evropa)       |

## Stadiony
| Město | Stadion            |
| ----- | ------------------ |
| Most  | Zimní stadion Most |

## Skupina

### Skupina A
Ve skupině A hrála všechna mužstva.
Zápasy
| 2. června 2010 12.30 |     |           |                          |
| Slovensko            | 8:1 | Švýcarsko | Zimní stadion Most, Most |
|                      |     |           | Zimní stadion Most, Most |

| 2. června 2010 18.30 |     |        |                          |
| Česko                | 1:3 | Kanada | Zimní stadion Most, Most |
|                      |     |        | Zimní stadion Most, Most |

| 3. června 2010 8.30 |     |           |                          |
| Česko               | 8:3 | Švýcarsko | Zimní stadion Most, Most |
|                     |     |           | Zimní stadion Most, Most |

| 3. června 2010 10.30 |     |           |                          |
| Kanada               | 5:2 | Slovensko | Zimní stadion Most, Most |
|                      |     |           | Zimní stadion Most, Most |

| 3. června 2010 16.30 |     |        |                          |
| Švýcarsko            | 1:8 | Kanada | Zimní stadion Most, Most |
|                      |     |        | Zimní stadion Most, Most |

| 3. června 2010 20.30 |     |       |                          |
| Slovensko            | 3:3 | Česko | Zimní stadion Most, Most |
|                      |     |       | Zimní stadion Most, Most |

Tabulka
| Poř. | Tým       | Z | V | R | P | VG | OG | B |
| ---- | --------- | - | - | - | - | -- | -- | - |
| 1.   | Kanada    | 3 | 3 | 0 | 0 | 16 | 4  | 6 |
| 2.   | Slovensko | 3 | 1 | 1 | 1 | 13 | 9  | 3 |
| 3.   | Česko     | 3 | 1 | 1 | 1 | 12 | 9  | 3 |
| 4.   | Švýcarsko | 3 | 0 | 0 | 3 | 5  | 24 | 0 |

## Vyřazovací boje

### Semifinále
| 4. červen 2010 13:00 |      |           |                          |
| Kanada               | 14:1 | Švýcarsko | Zimní stadion Most, Most |
|                      |      |           | Zimní stadion Most, Most |

| 4. červen 2010 18:00 |     |       |                          |
| Slovensko            | 5:1 | Česko | Zimní stadion Most, Most |
|                      |     |       | Zimní stadion Most, Most |

### O 3. místo
| 5. červen 2010 12:00 |     |           |                          |
| Česko                | 5:2 | Švýcarsko | Zimní stadion Most, Most |
|                      |     |           | Zimní stadion Most, Most |

### Finále
| 5. červen 2010 17:00 |               |           |                          |
| Kanada               | 2:3 po prodl. | Slovensko | Zimní stadion Most, Most |
|                      |               |           | Zimní stadion Most, Most |

## Konečné pořadí týmů
| Místo | Tým       |
| ----- | --------- |
| 1.    | Slovensko |
| 2.    | Kanada    |
| 3.    | Česko     |
| 4.    | Švýcarsko |